# آق‌چای، قاخ
آق‌چای (به لاتین: Ağçay) یک منطقهٔ مسکونی در جمهوری آذربایجان است که در شهرستان قاخ واقع شده‌است. آق‌چای ۳۷۶ نفر جمعیت دارد.